# الرئيس مفقود (رواية)
الرئيس مفقود (بالإنجليزية: The President Is Missing)‏ هي رواية تم نشرها في 4 يونيو 2018، وهي من تأليف الرئيس الأمريكي السابق بيل كلينتون وجيمس باترسون. وستكون هذه رواية كلينتون الأولى.

## القصة
سيخبر كلينتون وباترسون قصة اختفاء الرئيس الأمريكي.

## وصلات خارجية
- الموقع الرسمي